# Anders Elgqvist
Anders Elgqvist, född 31 januari 1821 i Drängsereds socken, död 20 mars 1895 i Tranemo socken, var en svensk präst och missionär.
Anders Elgqvist var son till bonden Johannes Olsson. Han blev elev vid Halmstads lägre lärdomsskola 1839 och student vid Lunds universitet 1845. Hans hembygd präglades av schartauanism med inslag av hoofiansk pietism och som lärare hade han en tid den för mission ivrande C.W. Skarstedt. Han lärde även känna Peter Fjellstedt som då vistades i Sverige och ansökte om inträde vid missionsinstitutet i Basel, dit han begav sig våren 1846. Han trivdes dock inte som strikt lutheran med Baselmissionens alliansbetonade kristendom och avsåg i stället att läsa till missionär i Dresden. Under tiden hade dock en missionsskola grundats i Sverige och Elgqvist återvände dit. År 1847–1849 var han elev vid Lunds missionsinstitut och avlade 1848 en teoretisk teologisk examen vid Lunds universitet och prästvigdes samma år. Därefter gav han sig av till Kina, där han verkade som missionär 1849-1852. Avsikten var att göra Fuzhou till hans främsta verksamhetsfält, men på grund av motgångar återvände han i stället till Hongkong där han börjat sitt missionerande. Stödet hemma i Sverige för hans verksamhet var dock svagt och till slut valde Elgqvist att återvända hem. Han erhöll en prästtjänst i Laholm 1853 och senare samma år i Kalv. År 1855 erhöll han en tjänst i Tranemo och 1856 i Träslöv. Elgqvist blev 1857 slottspastor och fångpredikant på Nya Älvsborgs fästning, var predikant vid Allmänna och Sahlgrenska sjukhuset i Göteborg, blev komminister i Lindberg 1861 och kyrkoherde i Tranemo 1865. Han behöll sitt intresse för Kina och hade planer på att utge en ordbok till ett av Konfucius verk.